# Église Notre-Dame-de-l'Assomption de Lherm
L'église Notre-Dame-de-l'Assomption est une église catholique située à Lherm, dans le département du Lot, en France.

## Historique

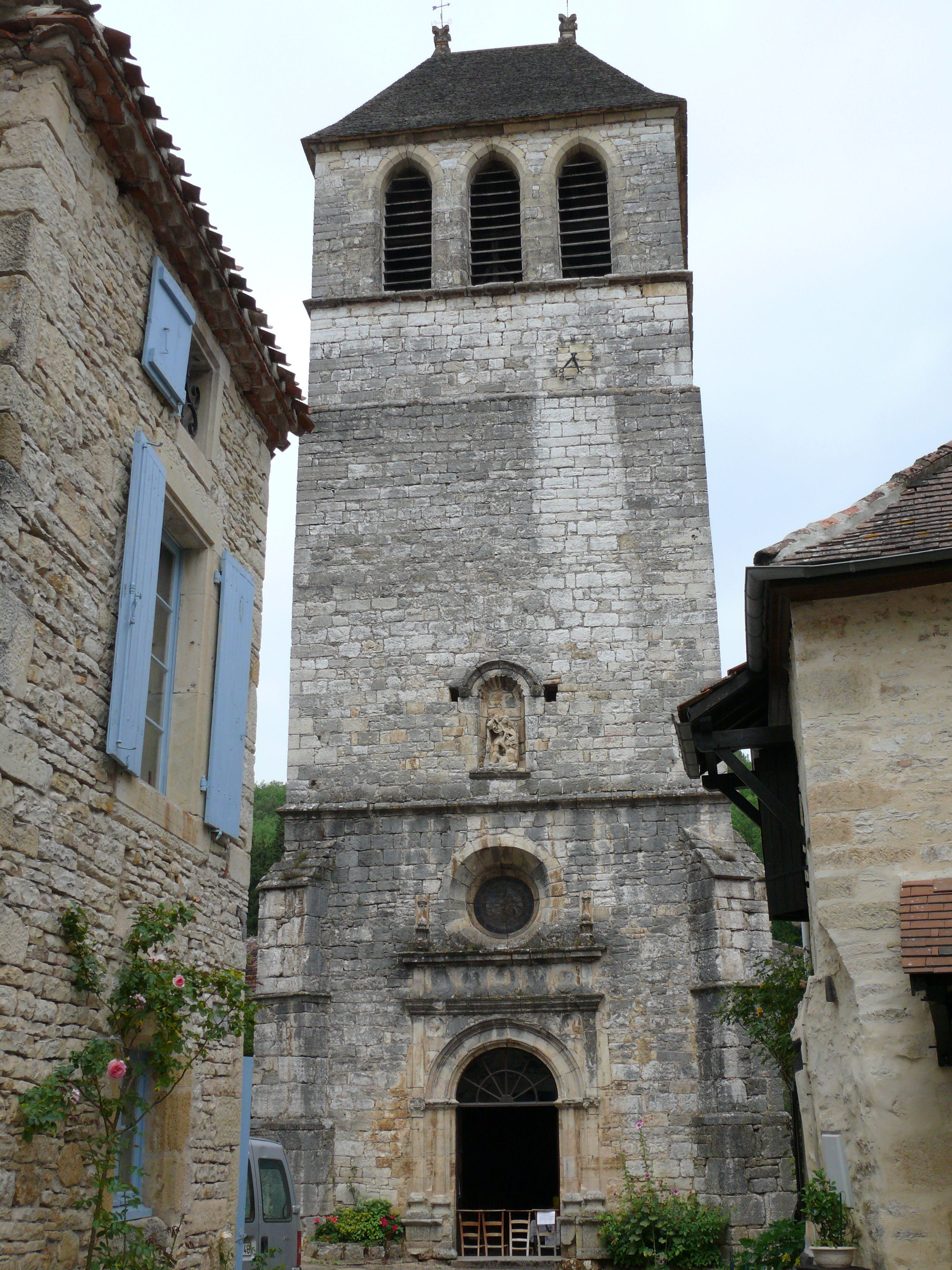
Clocher-tour et portail classique.

L'église a d'abord été dédiée à saint Ferréol, évêque de Limoges en 597. L’église a été construite au cours de la première moitié du XIIe siècle puis elle a été modifiée par des travaux réalisés à l’initiative des co-seigneurs de Lherm, les Saint-Gily.
L’édifice roman a été construit suivant un plan simple avec une nef non voûtée et une abside semi-circulaire. Il a été en partie conservé. La fenêtre axiale est ornée de sculptures.
Après la guerre de Cent Ans, le village et l'église ont été relevés de leurs ruines par le seigneur de Lherm, Raymond de Saint-Gily, grâce aux revenus des moulines à fer. Deux chapelles latérales ont alors été ajoutées. La chapelle sud date de la fin du XVe siècle ou du début du XVIe siècle, la chapelle nord du courant du XVIe siècle.
Dans les années 1520, un clocher-tour formant un narthex voûté d’une croisée d’ogives est construit. Un portail monumental classique a été placé contre la façade occidentale, initialement orné de bustes sculptés dans des médaillons, mutilés à la Révolution. La nef a été voûtée en berceau à une date inconnue.
Vers 1650, l’église a été placée sous le vocable de Notre-Dame. La voûte de la travée du chœur a probablement été peinte à cette époque.
L'édifice est inscrit au titre des monuments historiques le 23 avril 1979,.

## Mobilier

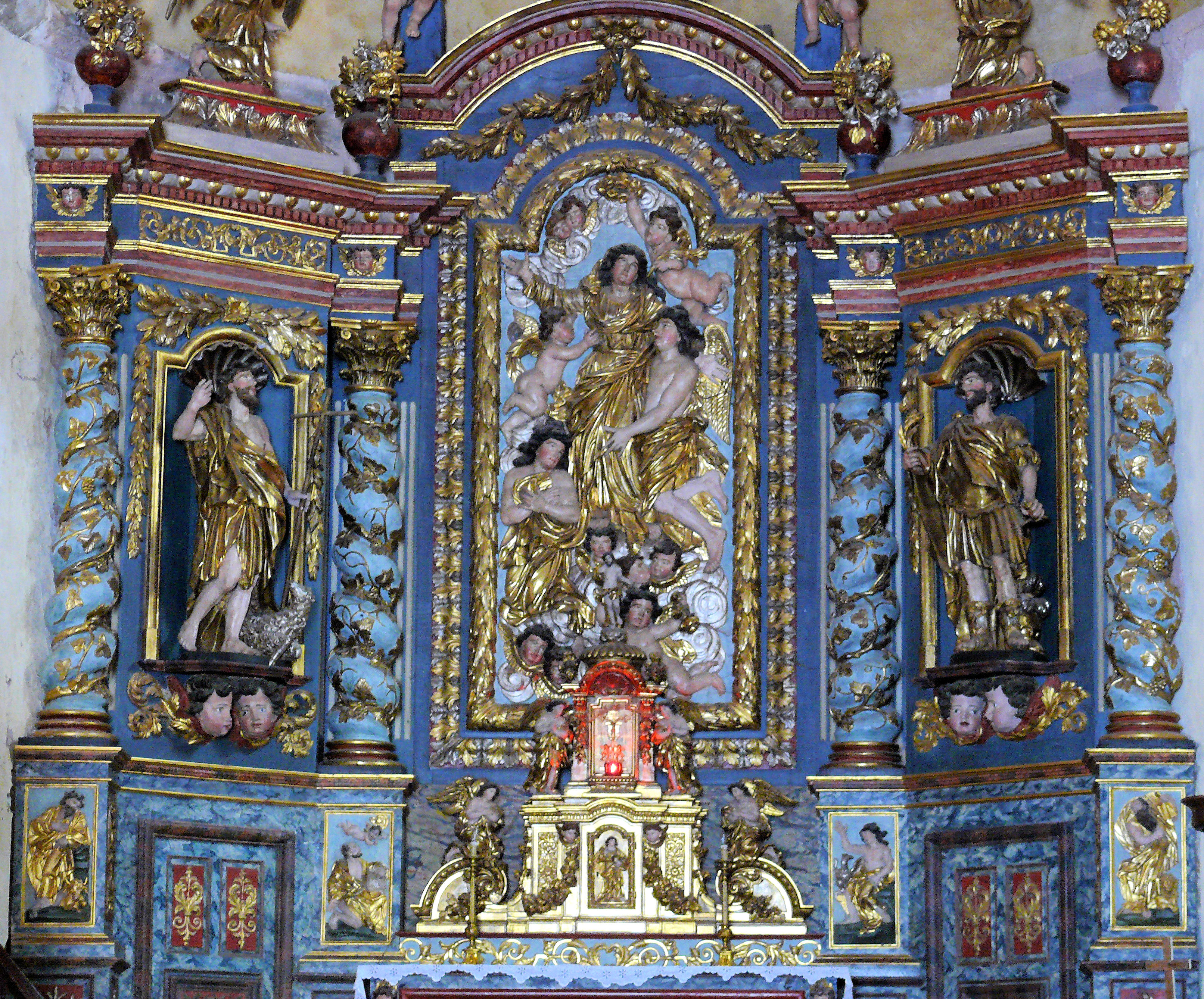
Retable du XVIIe siècle.

Dans le dernier quart du XVIIe siècle, l'église a été décorée d'un retable baroque peut-être réalisé par l'atelier de Jean II Tournié de Gourdon.
Cette pièce remarquable a pour sujet central l'Assomption de la Vierge, sous la forme d'un grand panneau en bois sculpté, doré et polychrome, encadrée par les figures de saint Jean-Baptiste et du tribun militaire saint Ferréol.
Ce retable est protégé au titre des Monuments historiques , tout comme la cloche datée de 1597.

## Vitraux
L'église a été décorée de vitraux signés par l'atelier Saint-Blancat de Toulouse, en 1930.